# Sindialon (Ouonck)
Pour les articles homonymes, voir Sindialon.
Sindialon est un village du Sénégal situé en Basse-Casamance. Il fait partie de la communauté rurale de Ouonck, dans l'arrondissement de Tenghory, le département de Bignona et la région de Ziguinchor.
Lors du dernier recensement (2002), la localité comptait 453 habitants et 63 ménages.